# Troyes
Troyes és un municipi francès, situat al departament de l'Aube i a la regió del Gran Est. L'any 1999 tenia 60.958 habitants.
Troyes fou un bisbat i vescomtat del regne de França a l'edat mitjana. El vescomtat (regit pels bisbes) va passar a la corona francesa el 1284 i els bisbes van quedar limitats al seu paper religiós.

## Patrimoni
Es tracta d'una ciutat que conserva el seu passat medieval i alhora ha sabut crear uns espais públics moderns i espaiosos. Passejant per Troyes passes dels seus carrers estrets, amb poca llum, a les seves noves places o al passeig vora el Sena.
La Catedral de Sant Pere i Sant Pau és gòtica i molt apreciada pels seus 1500 m² de vitralls.

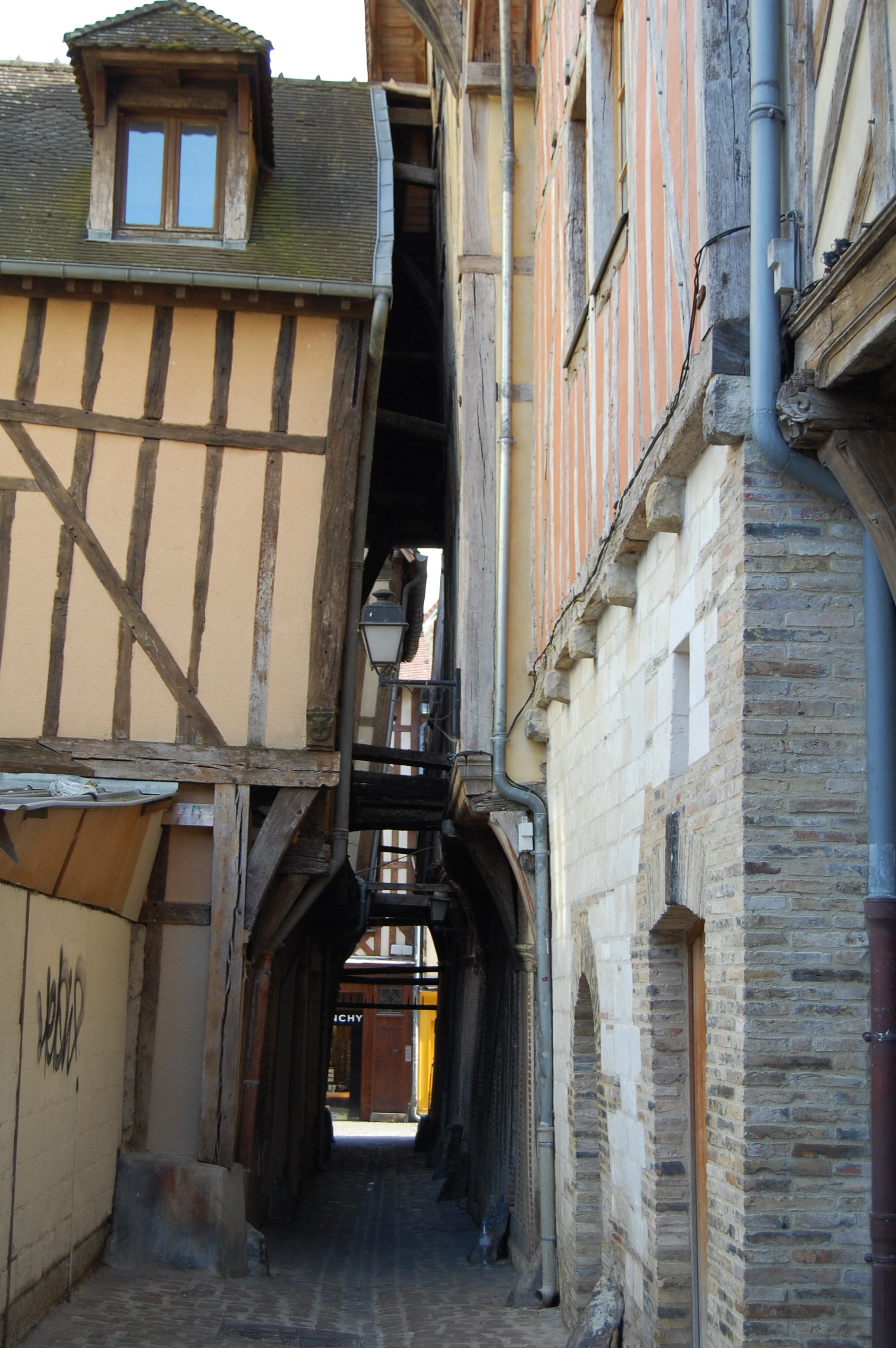
Carreró medieval
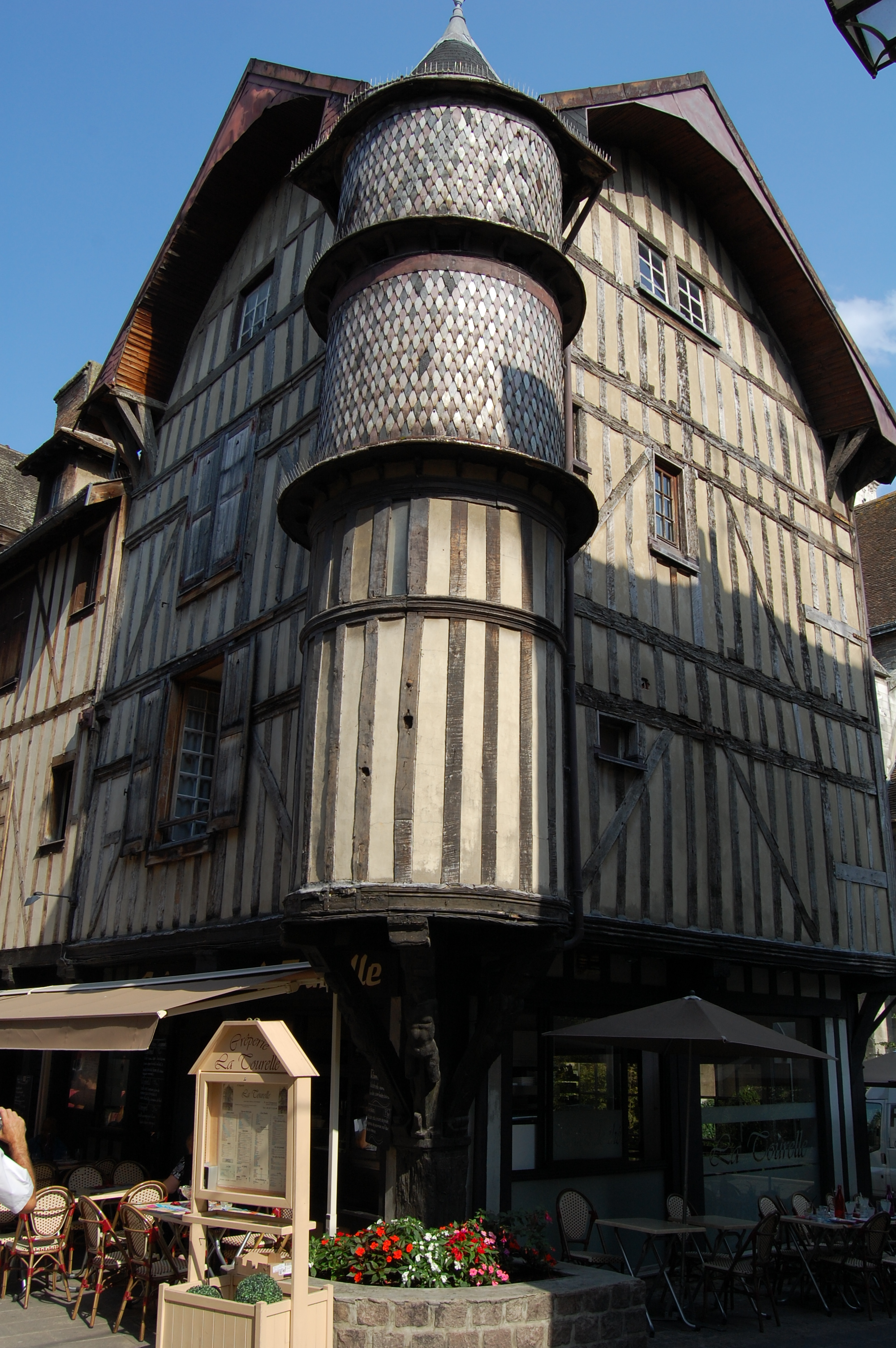
Casa del centre històric
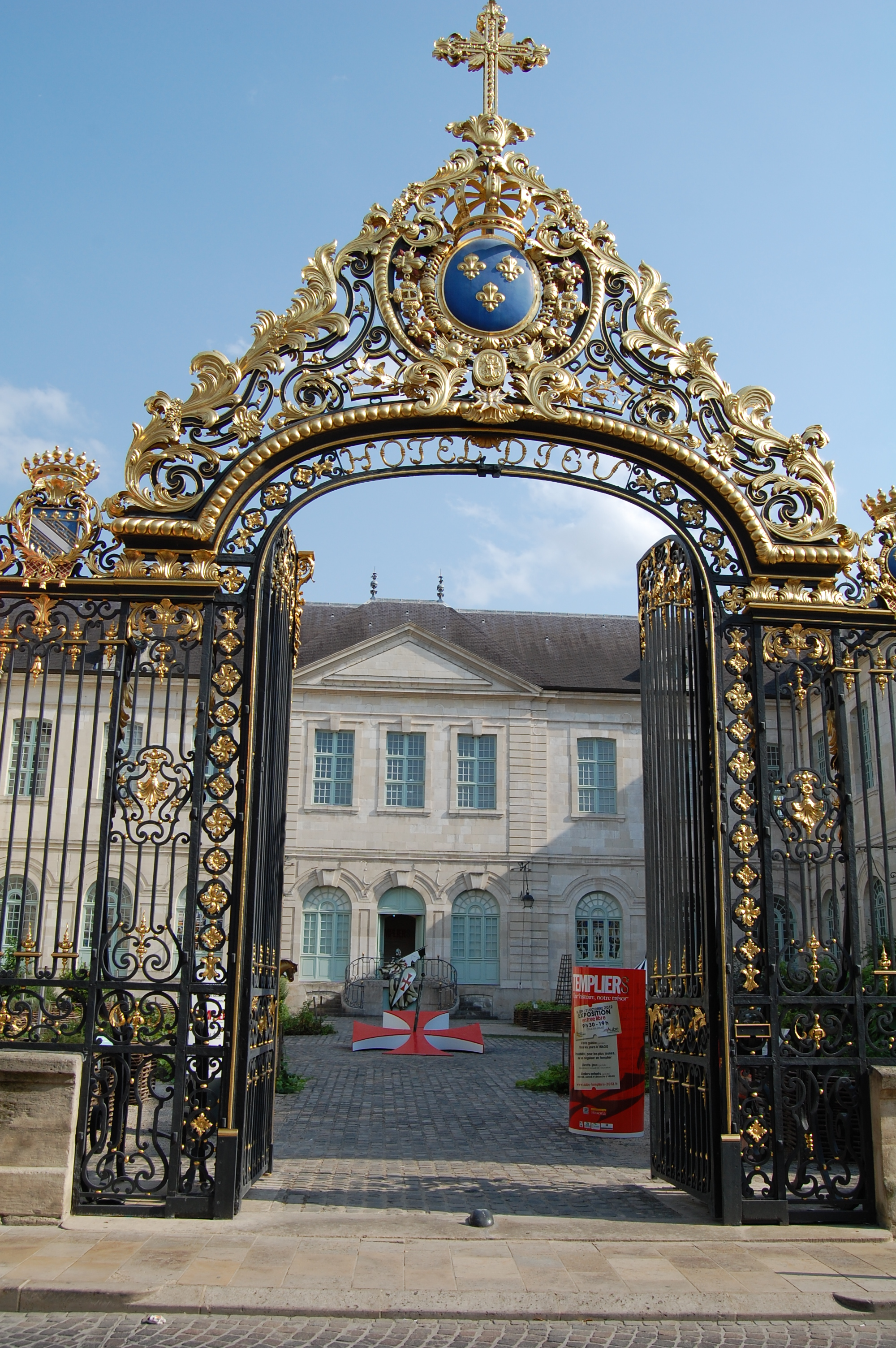
Ajuntament
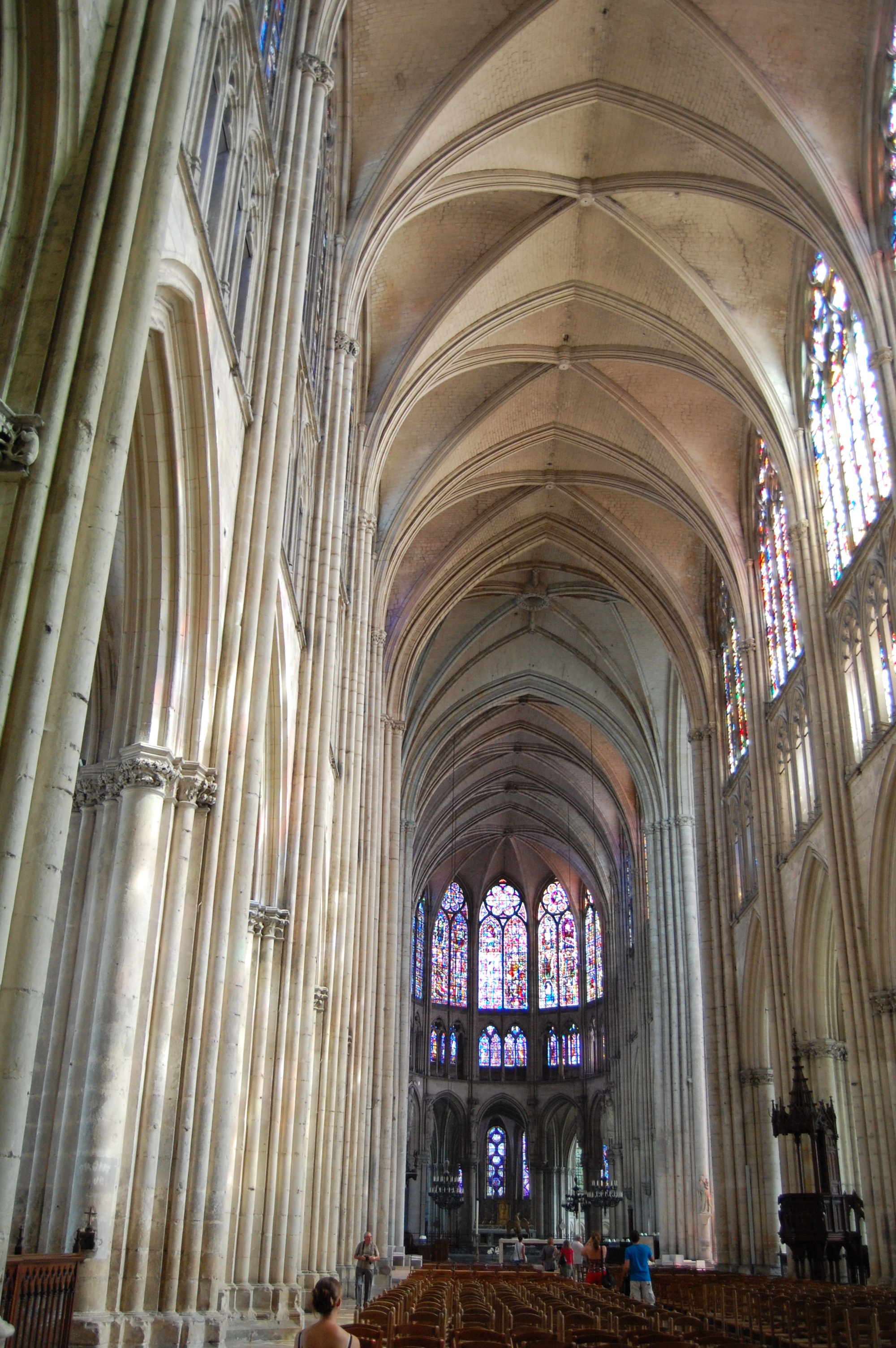
Catedral de Sant Pere i Sant Pau

## Fills il·lustres
- Jean Tirole (1953 -) economista, Premi Nobel d'Economia de l'any 2014.